# 曹謙
曹謙（15世紀—15世紀），字廷遜，浙江紹興府會稽縣人，明朝政治人物。

## 生平
曹謙少年已有文名，景泰元年（1450年）成舉人，授潮州同知，調任韶州同知，兩地均有廉能聲譽，陞高州知府，正值瑤族、壯族人出沒剽掠，民不聊生，他剿滅招撫並用，異族人都因此順從，有人甚至在道路迎拜乞求輸稅，死後入祀高州名宦祠。

## 引用
1. 1 2  康熙《會稽縣志·卷二十三·人物志二》：曹謙，字廷遜，髫時即以文名，景泰初領鄉薦，授潮州同知，更徙韶州，所至以廉能稱，遷高州郡守，猺獞出沒摽掠，民不聊生，謙綏禦合宜，咸皆戢服，至有迎拜道左乞田輸稅，以自齒于編氓者，高人至今祠祀之。
2. ↑  康熙《會稽縣志·卷二十·選舉志中》：舉人……明……景泰元年庚午科……曹謙 知府，有傳
3. ↑  光緒《高州府志·卷二十五·宦績傳》：曹謙，字延遜，會稽人，景泰初領鄉薦，授潮州同知，徙韶州，所至以廉能稱；遷高州郡守，猺獞出沒剽掠，民不聊生，謙綏禦合宜，羣夷帖服，有迎拜道左乞田輸稅者，士民祀之。 《浙江通志》